# Punta Ferrand
La Punta Ferrand (3.348 m s.l.m., in francese Pointe Niblé) è una montagna delle Alpi del Moncenisio nelle Alpi Cozie collocata lungo il confine tra l'Italia e la Francia.

## Caratteristiche
La montagna fa parte del Gruppo d'Ambin e si trova nei pressi del più alto Monte Niblè al quale è collegato tramite una cresta. Il versante ovest (francese) della montagna ospita il Glacier de Ferrand.

## Salita alla vetta
Si può salire sulla vetta partendo dal Rifugio Luigi Vaccarone.